# Nonnosus Brand
Nonnosus Brand, auch Nonnos Brand (* 9. Oktober 1755 in Wasserburg a.Inn; † 27. Mai 1793 in Tegernsee) war ein deutscher Komponist, Organist und Musikpädagoge.

## Leben
Brand trat früh in den Benediktinerorden im Kloster Tegernsee ein. Den größten Teil seines Lebens verbrachte er als Vorstand der Schule seines Klosters und gab dort literarischen und musikalischen Unterricht.
Er galt zu seiner Zeit als ausnehmend guter Orgelspieler und komponierte mehrere deutsche Messen und Lieder.
Einer seiner Schüler war der Komponist Johann Kaspar Aiblinger.  